# Arven fra Seveso
Arven fra Seveso er en film instrueret og med manuskript af Jørgen Flindt Pedersen.

## Handling
10 år efter miljøkatastrofen i den norditalienske by Seveso. En dioxinsky slap ud af en kemisk fabrik. I dag lider mange mennesker i området af sygdomme forårsaget af ulykken, men myndigheder og virksomhedsejere vil have ro om sagen. Filmen fortæller om fem familier og deres kamp for at få dokumenteret sammenhængen mellem giftulykken og deres sygdomme.